# Alain Cahen
 (octobre 2015).
Si vous disposez d'ouvrages ou d'articles de référence ou si vous connaissez des sites web de qualité traitant du thème abordé ici, merci de compléter l'article en donnant les références utiles à sa vérifiabilité et en les liant à la section « Notes et références ».
Pour les articles homonymes, voir Cahen.
Alain Cahen, né le 16 avril 1950 à Saint-Étienne, où il est mort le 13 février 1978, est un écrivain redécouvert par Claude Duneton qui a acquis ses manuscrits et édité Les Jours de ma mort, journal de ses derniers jours, écrit à l'âge de 27 ans.

## Biographie
Il avait décrit son voyage en Italie dans un livre au ton original, Zig-zag.
Extrait de Zig-zag :
« Je peux dire en premier qu'on était en Italie et que c'est l'histoire de moi et de quelques autres et que j'étais rien, je branlais rien, je dominais pas, j'avais pas la maîtrise... On était que des croûtes, des bambins en fait, on était pas dans le jeu, on bricolait à côté...
« On se promenait, voilà ce qu'il faut dire, par tempérament, pas par nécessité, par ce rut de rien du tout, que vaste... Ça consistait ma vie à me tirer des endroits les uns après les autres toujours à décrocher la lune, cap au vierge... »

## Œuvres
- Toute la vague, poèmes, 1968.
- Zig-zag, 1983.
- Les Jours de ma mort, 1983.